# Мухаммад Джамалуддин аль-Касими
Абу аль-Фарадж Мухаммад Джамалуддин бин Мухаммад бин Саид бин Касим бин Салих бин Исмаил бин Абу Бакр аль-Касими (1 октября 1866, Дамаск — 18 апреля 1914, там же) — арабский исламский богослов.
Сын специалиста по исламскому праву, с детских лет посвятил себя изучению Корана и уже в 1884 г. получил разрешение на передачу хадисов. В 1890—1894 гг. занимался религиозным просвещением на территории нынешних Сирии, Ливана, Иордании и Палестины. Затем в результате конфликта с другим богословским течением отошёл от активной публичной деятельности и занимался исключительно вопросами вероучения.
Шейхом аль-Касими написаны не менее 113 религиозных трактатов, в том числе:
- «Далаиль ат-Таухид» («Доказательства единобожия»)
- «Диван Хутаб» («Поэтический сборник проповедей»)
- «Аль-Фатава фи аль-Ислам» («Фетвы в исламе»)
- «Ан-Насаих ас-Сукканиййа» («Советы населению»)
- «Шараф аль-Асбат» («Высокое положение внуков пророка»)
- «Ислах аль-Масаджид мин аль-Бида` ва аль-Аваид» («Очищение мечетей от религиозных нововведений и народных обычаев»)
- «Та’тир аль-Мишамм фи Масар Димашк ва аш-Шам» (« Благоухание преданий о Дамаске и аш-Шаме», в 4 томах)
- «Каваид ат-Тахдис мин Фунун Мусталах аль-Хадис» («Правила передачи хадисов, взятые из науки о терминологии хадисов»)
- «Махасин ат-Тавил фи Тафсир аль-Куран аль-Карим» («Толкование Священного Корана», в 17 томах)
- «Мизан аль-Джарх ва ат-Та’диль» («Весы науки об отводе и подтверждении передатчиков хадисов»)
- «Аль-Масх ‘аля аль-Джаурабайн» («Об обтирании носков при совершении малого омовения»)